# The Cross
Die Band The Cross war ein Rock-Projekt des Queen-Schlagzeugers Roger Taylor aus den späten 1980er und frühen 1990er Jahren.

## Bandgeschichte
Nachdem Queen nach ihrer Magic Tour (1986) eine Pause einlegten, gründete Taylor im Herbst 1987 die Band The Cross, um wieder auf Tournee gehen zu können. Die Mitglieder fand er durch anonyme Zeitungsanzeigen mit anschließendem Vorspielen. Keine Zeitungsanzeige brauchte es für Spike Edney, der bereits zwischen 1984 und 1986 als Tour-Keyboarder bei Queen-Konzerten dabei gewesen war. Den Rest des Jahres verbrachte die Band mit Proben, der Aufnahme eines Debütalbums und zwei Fernsehauftritten.
Am 25. Januar 1988 erschien das Album Shove It, nachdem zuvor zwei Singles ausgekoppelt worden waren. Alle Songs wurden von Roger Taylor geschrieben. Den Titel Heaven for Everyone sang Freddie Mercury; auf der Single- beziehungsweise nordamerikanischen Albumfassung des Songs wurden allerdings nur seine Backing Vocals verwendet. Die damaligen Aufnahmen waren auch die Basis für die spätere Neueinspielung des Stücks auf dem Queen-Album Made in Heaven. Parallel zur Veröffentlichung der Single wurde durch Großbritannien und Deutschland getourt, was dazu führte, dass sich The Cross mit dieser Single erstmals auch in den deutschen Charts platzieren konnten. Auch auf dem Album Shove It zu hören ist der Queen-Gitarrist Brian May (in Love Lies Bleeding).
Im Juni 1988 erschien die Single Manipulator. Koautoren dieses auf keinem Album vertretenen Liedes waren neben Taylor auch Spike Edney und Steve Strange von Visage. Die Single schaffte es nicht in die Charts. Ende des Jahres wurde die Band bei einem Konzert im Londoner Hammersmith Odeon von May und dem Queen-Bassisten John Deacon begleitet.
Von September bis Dezember 1989 nahm The Cross das nächste Album Mad, Bad and Dangerous to Know auf, das am 26. März 1990 erschien. Auf diesem Album stammen nur die beiden letzten Titel Old Men (Lay Down) und Final Destination von Roger Taylor, alle anderen Songs wurden von den übrigen Bandmitgliedern oder gemeinsam geschrieben. Die CD-Ausgabe des Albums enthält zusätzlich eine Cover-Version des Jimi-Hendrix-Songs Foxy Lady. Das Album schaffte es nicht in die Charts; dafür gelang dies der in Großbritannien veröffentlichten Single Power to Love.
Die Band tourte dieses Mal durch Deutschland, die Schweiz, die Niederlande, Spanien und Österreich. Als zweite Single wurde Liar veröffentlicht: Enthalten waren ein Remix des Songs sowie das bisher unveröffentlichte In Charge of My Heart als B-Seite. Die letzte Single Final Destination erschien lediglich in Frankreich und Deutschland. Die Band beendete dieses Jahr mit einem Konzert für den Queen-Fanklub im Londoner Astoria, bei dem auch Brian May einen Gastauftritt hatte; ein Live-Mitschnitt war später als exklusive Fanklub-MC erhältlich.
Blue Rock, das dritte Album von The Cross, wurde am 9. September 1991 veröffentlicht; es war von Februar bis August produziert worden. Auch auf diesem Album ist Taylor nur mit zwei selbstgeschriebenen Titeln vertreten: New Dark Ages und The Also Rans. Gastmusiker waren Geoffrey Richardson (Violine und Viola) und Helen Leibman (Cello) in Baby It's Alright und Life Changes sowie Andy und Claire Yates (Backing Vocals) in Baby It's Alright und The Also Rans. Das Album erschien zwar in Europa und Japan, wegen des Todes von Freddie Mercury im November 1991 jedoch nicht in Großbritannien und den USA. Eine Tour durch Deutschland, die Schweiz und Skandinavien sowie die Single-Veröffentlichungen New Dark Ages und Life Changes folgten. Letztere enthält den bisher unveröffentlichten Track Heartland, die Single wurde allerdings wegen Mercurys Tod zurückgezogen und ist deshalb in Fankreisen als Sammlerstück recht gefragt.
Durch den Tod von Freddie Mercury und die sinkenden Verkaufszahlen entschloss sich die Band, keine weiteren Studioaufnahmen zu machen. Allerdings gab es 1992 Auftritte beim Gosport Festival (zusammen mit Bob Geldof) sowie bei der zweitägigen Queen-Fanklub-Weihnachtsparty im Londoner Marquee Club, wo The Cross von den Gastmusikern Roger Daltrey und Tim Staffell unterstützt wurde. Als am zweiten Tag auch Brian May dabei war, kam es im Rahmen dieses Konzerts am 22. Dezember 1992 de facto zur bisher einzigen „Reunion“ der Queen-Vorgängerband Smile – mit Taylor, May und Staffell. Das letzte offizielle Konzert von The Cross folgte beim Gosport Festival am 29. Juli 1993.
Edney gründete in der Folge die SAS Band (Spike's All Stars Band) und spielte Keyboards bei Auftritten von Brian May und Queen. Josh Macrae arbeitete viele Male mit Taylor zusammen, zum Beispiel auf dessen Happiness-Tour von 1994 bis 1995 und bei der Aufnahme mehrerer Alben.
Ohne Beteiligung Taylors gab es im September 1999 noch einen gemeinsamen Auftritt der Cross-Musiker auf der Freddie-Mercury-Geburtstagsparty des Queen-Fanklubs, an dem auch Brian May und andere Gastmusiker mitwirkten.
Am 7. Dezember 2013 spielten The Cross in Guildford, England, im Rahmen des SAS-Band Christmas Bash, ein 50-minütiges Reunionkonzert zum 20-jährigen Jubiläum der Bandauflösung. Das Konzert, mit 12 Liedern, wurde in vollständiger Originalbesetzung gespielt.

## Diskografie

### Alben
- Shove It (1988)
- Mad, Bad and Dangerous to Know (1990)
- Blue Rock (1991)

### Singles
- Cowboys and Indians (1987)
- Shove It (1988)
- Heaven for Everyone (1988)
- Manipulator (1988)
- Power to Love (1990)
- Liar (1990)
- Final Destination (1990)
- New Dark Ages (1991)
- Life Changes (1991, zurückgezogen: siehe oben)

### Liveaufnahmen
- Bootleg – Astoria Theatre, Dec 1990 (Live-Aufnahme: London, 7. Dezember 1990, mit Brian May sowie Mike Moran in Vertretung von Spike Edney; vom offiziellen Queen-Fanklub 1991 als Cassette veröffentlicht)
- Live in Germany (Live-Mitschnitt: Düsseldorf, 22. Oktober 1991; Fanklub-Cassette, 1992)